# Romulea vaillantii
Romulea vaillantii är en irisväxtart som beskrevs av Quezel. Romulea vaillantii ingår i släktet Romulea och familjen irisväxter. Inga underarter finns listade i Catalogue of Life.